# Surisan (métro de Séoul)
Surisan (hangeul : 수리산 ; hanja : 修理山) est une station de passage de la ligne 4 du métro de Séoul. Elle est située au 385 Beonyeong-ro, dans le quartier Suri-dong, de la ville Gunpo-si, dsur le territoire de la province (Gyeonggi-do), près de Séoul en Corée du Sud.
Ouverte en 2003, elle est desservie par les rames omnibus et express qui circulent sur la ligne 4.

## Situation sur le réseau

Plan du réseau (2023)

Établie en surface, la station Surisan, est une station de passage de la ligne 4 du métro de Séoul : elle est située entre la station Sanbon, en direction du terminus nord-est Jinjeop, et la station Daeyami en direction du terminus sud-est Oido,.

## Histoire
La station Surisan est mise en service le 18 juillet 2003 sur la ligne 4 du métro de Séoul. Elle est située sur la section dite ligne Ansan.

## Services aux voyageurs

### Accès et accueil
Établie au 385 Beonyeong-ro, dans le quartier Suri-dong, la station dispose de trois bouches, numérotés de 1 à 3. Des escaliers, escaliers mécaniques et ascenseurs permettent les circulations piétonnes entre les différents niveaux. Elle est notamment équipée d'une billetterie avec des automates pour l'achat de titres de transport. Les quais de la station sont équipés de portes palières.

### Desserte
Surisan est desservie par les rames omnibus et express qui circulent sur la ligne 4.

Installations (2012)
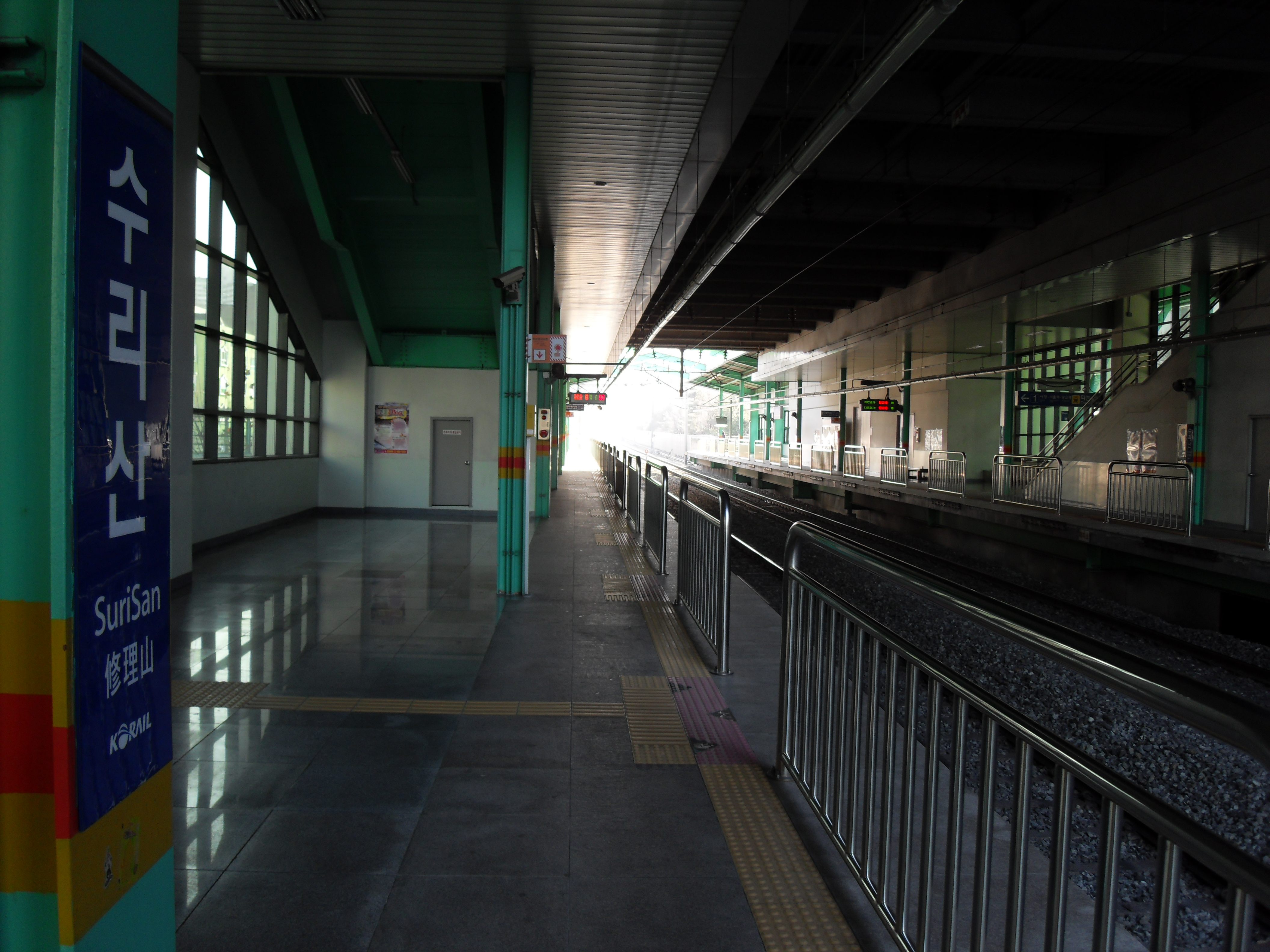
En 2009.
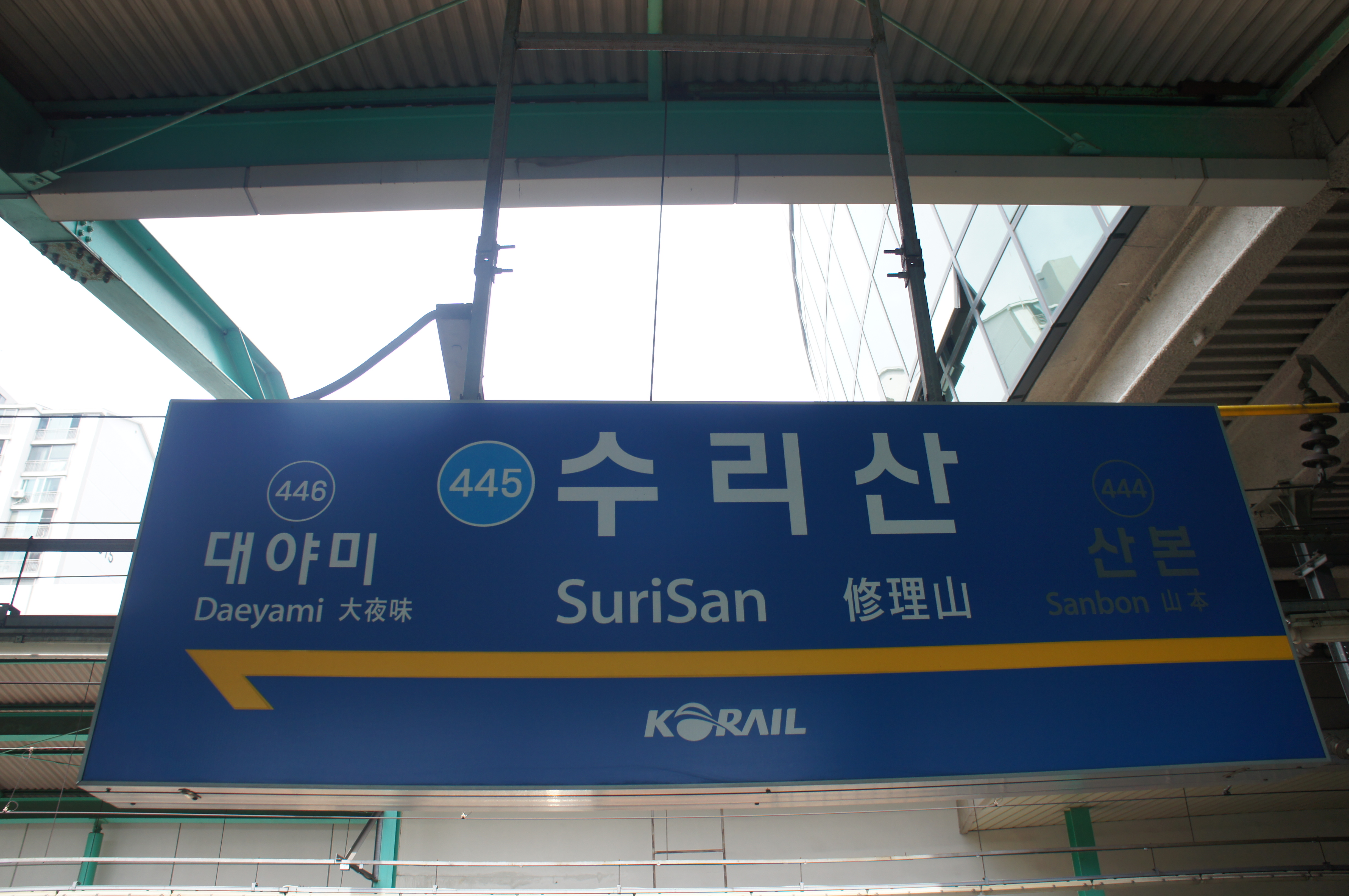
En 2013.
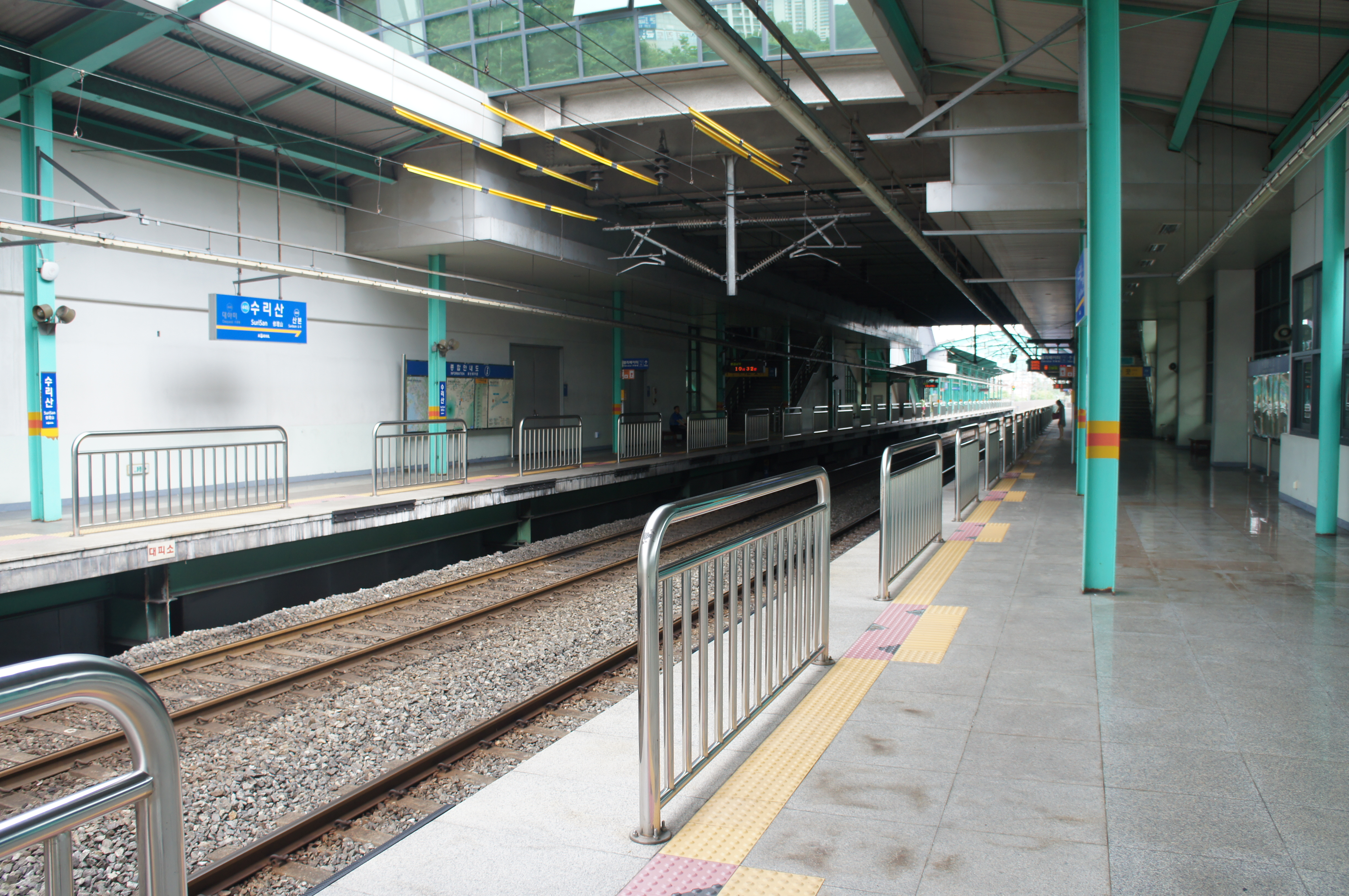
En 2013.

### Intermodalité
Des arrêts de bus urbains sont situés à proximité de certains accès.